# Nezumia micronychodon
Nezumia micronychodon är en fiskart som beskrevs av Iwamoto, 1970. Nezumia micronychodon ingår i släktet Nezumia och familjen skolästfiskar. Inga underarter finns listade i Catalogue of Life.